# Artūrs Kulda
Artūrs Kulda (* 25. Juli 1988 in Leipzig, DDR) ist ein lettischer Eishockeyspieler, der seit 2024 beim HK Dukla Michalovce in der slowakischen Extraliga unter Vertrag steht.

## Karriere

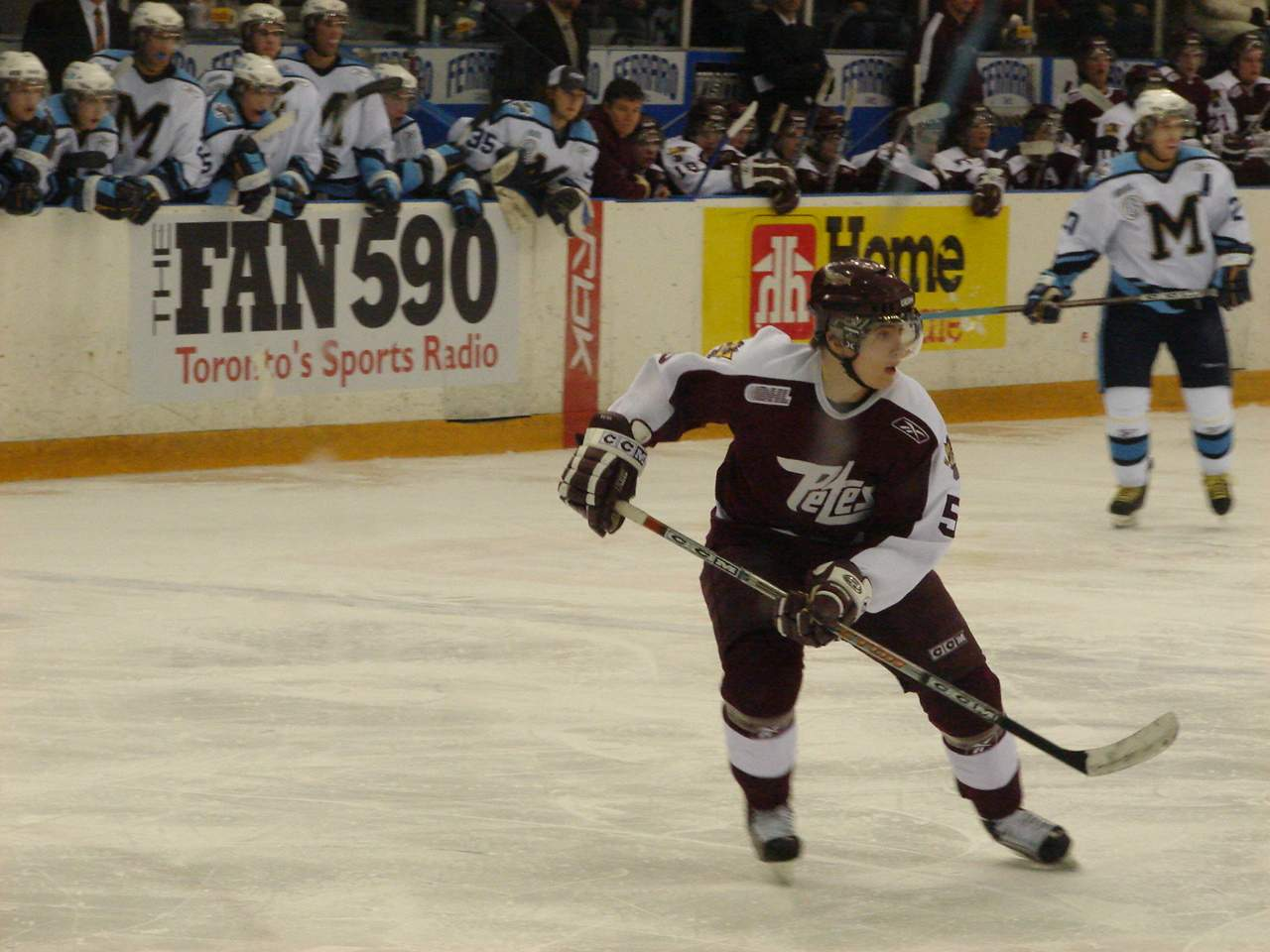
Kulda im Trikot der Peterborough Petes

Kulda begann seine Karriere beim HK Prizma Riga, für den er in der Saison 2003/04 das erste Mal in der lettischen Eishockey-Liga spielte. In der Spielzeit 2005/06 spielte er für die zweite Mannschaft des HK ZSKA Moskau, bevor er beim NHL Entry Draft 2006 von den Atlanta Thrashers in der siebten Runde an 200. Stelle ausgewählt wurde. Kurz danach wurde er beim CHL Import Draft von den Peterborough Petes ausgewählt und spielte zwischen 2006 und 2008 für diesen Klub in der Ontario Hockey League (OHL). Kurz vor den AHL-Playoffs der Spielzeit 2007/08 wurde er in den Kader der Chicago Wolves berufen und gewann mit seinem neuen Team den Calder Cup. In der Folge gehörte er fest dem AHL-Kader der Wolves an.
Im Februar 2010 wurde er das erste Mal in den NHL-Kader der Atlanta Thrashers berufen und debütierte am 12. Februar 2010 im Spiel gegen die Minnesota Wild. Nach der Verlegung der Thrashers-Franchise ins kanadische Winnipeg entschied sich der Lette im Juli 2011, einen neuen Kontrakt bei den Winnipeg Jets zu unterzeichnen. Mitte Juli 2012 wurde Kulda vom HK Sibir Nowosibirsk aus der Kontinentalen Hockey-Liga unter Vertrag genommen und erzielte in 57 KHL-Partien 16 Scorerpunkte für den Klub. Im Oktober 2013 wurde Kulda von Salawat Julajew Ufa für zwei Jahre verpflichtet.
Von Oktober 2015 bis Juni 2017 stand er bei Jokerit unter Vertrag. Mit den Finnen nahm er 2015 am Spengler Cup teil und wurde in das All-Star-Team des Turniers berufen. 2017 wechselte zum chinesischen Ligakonkurrenten Kunlun Red Star und wurde im Januar 2018 an den HC Sparta Prag aus der tschechischen Extraliga abgegeben.
In der Saison 2018/19 stand er bei Sewerstal Tscherepowez unter Vertrag und war anschließend ohne Verein. Im Dezember 2019 erhielt er einen Vertrag bei Dinamo Riga, verließ Dinamo jedoch nach nur sechs Spielen wieder und kehrte zu Sewerstal zurück.
Im Dezember 2020 wechselte er zu den Nürnberg Ice Tigers in die Deutsche Eishockey Liga. Dort erhielt er einen Vertrag für die Saison 2020/21, anschließend spielte er ein Jahr bei den Krefeld Pinguinen sowie zwei Jahre beim EC VSV in der ICE Hockey League. Seit 2024 steht er beim HK Dukla Michalovce in der slowakischen Extraliga unter Vertrag.

### International
Artūrs Kulda spielte bei den U18-Weltmeisterschaften 2004, 2005 und 2006 für die lettische U18-Juniorenauswahl in der Division I. Ab 2006 spielte er für die U20-Nationalmannschaft, die bei der U20-Junioren-Weltmeisterschaft in Kanada aus der Top-Division in die Division I abstieg, in der er dann 2007 spielte. 2008 stieg er mit der U20-Auswahl wieder in die Top-Division auf und wurde zum besten Verteidiger des Turniers gewählt.
Mit der lettischen Seniorenauswahl nahm Kulda an den Weltmeisterschaften 2010, 2011, 2013, 2014, 2017, 2021 und 2022 teil. Zudem vertrat er seine Farben bei den Winterspielen in Sotschi 2014 und 2022 in Peking sowie bei den Qualifikationsturnieren für die Olympischen Winterspiele 2014 und 2018.

## Erfolge und Auszeichnungen
- 2008 Aufstieg in die Top-Division bei der U20-Weltmeisterschaft der Division I, Gruppe B
- 2008 Bester Verteidiger bei der U20-Weltmeisterschaft der Division I, Gruppe B
- 2008 Calder-Cup-Gewinn mit den Chicago Wolves
- 2010 Beste Plus/Minus-Bilanz der American Hockey League
- 2016 All-Star-Team des Spengler Cups

## Karrierestatistik
(Legende zur Spielerstatistik: Sp oder GP = absolvierte Spiele; T oder G = erzielte Tore; V oder A = erzielte Assists; Pkt oder Pts = erzielte Scorerpunkte; SM oder PIM = erhaltene Strafminuten; +/− = Plus/Minus-Bilanz; PP = erzielte Überzahltore; SH = erzielte Unterzahltore; GW = erzielte Siegtore; 1 Play-downs/Relegation; Kursiv: Statistik nicht vollständig)